# Christian Duma
Christian Duma (* 5. Februar 1982 in Cluj-Napoca) ist ein ehemaliger deutscher Leichtathlet, der auf den 400-Meter-Hürdenlauf spezialisiert war.
Er war mehrfach Jugend- und Juniorenmeister. Im Erwachsenenbereich konnte Duma 2003, 2004 und 2005 die Deutsche Meisterschaft gewinnen. Außerdem wurde er 2003 sowohl in der Halle als auch im Freien Deutscher Meister mit der 4-mal-400-Meter-Staffel.
Auch international machte Duma bereits im Juniorenalter auf sich aufmerksam. Bei den Juniorenweltmeisterschaften 2000 in Santiago de Chile wurde er Vierter über 400 Meter Hürden und gewann mit der deutschen Staffel die Silbermedaille. Im Jahr darauf wurde er in Grosseto Junioreneuropameister und bei den U23-Europameisterschaften in Bydgoszcz gewann er 2003 über die Hürden und mit der deutschen Staffel jeweils Silber.
Duma nahm an den Europameisterschaften 2002 teil, wo er im Vorlauf ausschied. 2005 belegte er mit der deutschen 4-mal-400-Meter-Staffel bei den Halleneuropameisterschaften in Madrid den vierten Platz. Bei den Weltmeisterschaften 2005 in Helsinki erreichte er das Halbfinale. Beim Europacup in Florenz wurde er im selben Jahr mit persönlicher Bestzeit von 49,17 Sekunden Vierter. 2009 beendete er seine Sportlaufbahn.
Er startete für den TSV Friedberg-Fauerbach und die LG Eintracht Frankfurt.